# Collège de Linköping
Le collège de Linköping est un des collèges étrangers de l'ancienne université de Paris. Il était situé rue des Carmes. 
Il fut fondé pour les étudiants suédois en 1317 par le diocèse de Linköping, rue des Carmes,. Il fait partie des trois collèges suédois de l'université, avec le collège d'Uppsala et le collège de Skara. Il n'était pratiquement plus utilisé après 1392.